# Адміністративний устрій Зіньківського району
Адміністративний поділ Зіньківського району — адміністративно-територіальний поділ Зіньківського району Полтавської області на 1 міську громаду, 1 селищну громаду і 20 сільських рад, які підпорядковані Зіньківській районній раді та об'єднують 115 населених пунктів.

## Список громадЗіньківського району
| № | Назва                       | Центр      | Населені пункти | Площа км² | Місце за площею | Населення (2001), чол. | Місце за населенням |
| - | --------------------------- | ---------- | --- | --------- | --------------- | ---------------------- | ------------------- |
| 1 | Зіньківська міська громада  | м. Зіньків | м. Зіньків с. Гусаки с. Довжик с. Дубівка с. Дуб'яги с. Пилипенки c. Проценки с. Сиверинівка с. Стара Михайлівка с. Ступки с. Хмарівка    |           |                 |                        |                     |
| 2 | Опішнянська селищна громада | смт Опішня | смт Опішня с. Безруки с. Васьки с. Вільхове с. Глинське с. Діброва с. Карабазівка c. Малі Будища с. Міські Млини с. Хижняківка с. Яблучне |           |                 |                        |                     |

## Список радЗіньківського району(з 2018 року)
| №  | Назва                               | Центр               | Населені пункти                                                                                                | Площа км² | Місце за площею | Населення (2001), чол. | Місце за населенням |
| -- | ----------------------------------- | ------------------- | --- | --------- | --------------- | ---------------------- | ------------------- |
| 1  | Артелярщинська сільська рада        | c. Артелярщина      | c. Артелярщина с. Будки с. Лагоди                                                                              | 23,817    |                 |                        |                     |
| 2  | Батьківська сільська рада           | c. Батьки           | c. Батьки с. Драни с. Корлюкове с. Лазьки                                                                      | 60,675    |                 |                        |                     |
| 3  | Бірківська сільська рада            | c. Бірки            | c. Бірки с. Троянівка с. Цвітове                                                                               | 83,281    |                 |                        |                     |
| 4  | Великопавлівська сільська рада      | c. Велика Павлівка  | c. Велика Павлівка с. Федорівка с. Чорняки                                                                     | 75,074    |                 |                        |                     |
| 5  | Високівська сільська рада           | c. Високе           | c. Високе | 20,56     |                 |                        |                     |
| 6  | Власівська сільська рада            | c. Власівка         | c. Власівка с. Горобії с. Дадакалівка с. Пеленківщина с. Переліски с. Соколівщина                              | 52,404    |                 |                        |                     |
| 7  | Дейкалівська сільська рада          | c. Дейкалівка       | c. Дейкалівка с. Іщенківка с. Підозірка с. Піщанка                                                             | 62,575    |                 |                        |                     |
| 8  | Загрунівська сільська рада          | c. Загрунівка       | c. Загрунівка с. Романівка с. Сулими                                                                           | 58,324    |                 |                        |                     |
| 9  | Кирило-Ганнівська сільська рада     | c. Кирило-Ганнівка  | c. Кирило-Ганнівка с. Макухи с. Миколаївка с. Романи с. Шевченки с. Яцине-Окарі                                | 93,79     |                 |                        |                     |
| 10 | Лютенсько-Будищанська сільська рада | c. Лютенські Будища | c. Лютенські Будища с. Довжок                                                                                  | 71,488    |                 |                        |                     |
| 11 | Новоселівська сільська рада         | c. Новоселівка      | c. Новоселівка с. Гришки с. Дуб'янщина                                                                         | 28,345    |                 |                        |                     |
| 12 | Першотравнева сільська рада         | c. Першотравневе    | c. Першотравневе с. Велика Пожарня с. Кілочки с. Кругле с. Свічкарівщина с. Храпачів Яр с. Шенгаріївка         | 48,511    |                 |                        |                     |
| 13 | Пишненківська сільська рада         | c. Пишненки         | c. Пишненки с. Петро-Ганнівка с. Саранчівка с. Тимченки                                                        | 50,389    |                 |                        |                     |
| 14 | Покровська сільська рада            | c. Покровське       | c. Покровське с. Василе-Устимівка с. Галійка с. Морози с. Стрілевщина с. Шкурпели                              | 52,298    |                 |                        |                     |
| 15 | Попівська сільська рада             | c. Попівка          | c. Попівка с. Бухалівка с. Вінтенці с. Деряги с. Заїченці с. Кирякове с. Устименки                             | 60,81     |                 |                        |                     |
| 16 | Ставківська сільська рада           | c. Ставкове         | c. Ставкове с. Арсенівка с. Дамаска с. Михайлівка                                                              | ?         |                 |                        |                     |
| 17 | Тарасівська сільська рада           | c. Тарасівка        | c. Тарасівка с. Бобрівник с. Пірки с. Слинківщина                                                              | 103,491   |                 |                        |                     |
| 18 | Удовиченківська сільська рада       | c. Удовиченки       | c. Удовиченки с. Зайці с. Косяки с. Левченки с. Матяші с. Руденки-Гончарі                                      | 38,443    |                 |                        |                     |
| 19 | Човно-Федорівська сільська рада     | c. Човно-Федорівка  | c. Човно-Федорівка с. Бабанське с. Волошкове с. Заїки с. Клименки с. Кольченки с. Лавринці с. Мисики с. Пругли | 57,665    |                 |                        |                     |
| 20 | Шилівська сільська рада             | c. Шилівка          | c. Шилівка с. Василькове с. Довбнівка с. Княжева Слобода с. Манилівка с. Одрадівка с. Петрівка с. Хрипки       | 56,002    |                 |                        |                     |

## Список органів місцевого самоврядуванняЗіньківського району(до 2018 року)
| №  | Назва                               | Центр               | Населені пункти                                                                                                | Площа км² | Місце за площею | Населення (2001), чол. | Місце за населенням |
| -- | ----------------------------------- | ------------------- | --- | --------- | --------------- | ---------------------- | ------------------- |
| 1  | Зіньківська міська рада             | м. Зіньків          | м. Зіньків с. Гусаки с. Дубівка с. Пилипенки с. Сиверинівка с. Хмарівка                                        | 16,381    |                 |                        |                     |
| 2  | Опішнянська селищна рада            | смт Опішня          | смт Опішня с. Васьки с. Вільхове с. Діброва с. Карабазівка с. Міські Млини с. Яблучне                          | 86,854    |                 |                        |                     |
| 3  | Артелярщинська сільська рада        | c. Артелярщина      | c. Артелярщина с. Будки с. Лагоди                                                                              | 23,817    |                 |                        |                     |
| 4  | Батьківська сільська рада           | c. Батьки           | c. Батьки с. Драни с. Корлюкове с. Лазьки                                                                      | 60,675    |                 |                        |                     |
| 5  | Бірківська сільська рада            | c. Бірки            | c. Бірки с. Троянівка с. Цвітове                                                                               | 83,281    |                 |                        |                     |
| 6  | Великопавлівська сільська рада      | c. Велика Павлівка  | c. Велика Павлівка с. Федорівка с. Чорняки                                                                     | 75,074    |                 |                        |                     |
| 7  | Високівська сільська рада           | c. Високе           | c. Високе | 20,56     |                 |                        |                     |
| 8  | Власівська сільська рада            | c. Власівка         | c. Власівка с. Горобії с. Дадакалівка с. Пеленківщина с. Переліски с. Соколівщина                              | 52,404    |                 |                        |                     |
| 9  | Дейкалівська сільська рада          | c. Дейкалівка       | c. Дейкалівка с. Іщенківка с. Підозірка с. Піщанка                                                             | 62,575    |                 |                        |                     |
| 10 | Загрунівська сільська рада          | c. Загрунівка       | c. Загрунівка с. Романівка с. Сулими                                                                           | 58,324    |                 |                        |                     |
| 11 | Кирило-Ганнівська сільська рада     | c. Кирило-Ганнівка  | c. Кирило-Ганнівка с. Макухи с. Миколаївка с. Романи с. Шевченки с. Яцине-Окарі                                | 93,79     |                 |                        |                     |
| 12 | Лютенсько-Будищанська сільська рада | c. Лютенські Будища | c. Лютенські Будища с. Довжок                                                                                  | 71,488    |                 |                        |                     |
| 13 | Малобудищанська сільська рада       | c. Малі Будища      | c. Малі Будища с. Безруки с. Глинське с. Хижняківка                                                            | 44,584    |                 |                        |                     |
| 14 | Новоселівська сільська рада         | c. Новоселівка      | c. Новоселівка с. Гришки с. Дуб'янщина                                                                         | 28,345    |                 |                        |                     |
| 15 | Першотравнева сільська рада         | c. Першотравневе    | c. Першотравневе с. Велика Пожарня с. Кілочки с. Кругле с. Свічкарівщина с. Храпачів Яр с. Шенгаріївка         | 48,511    |                 |                        |                     |
| 16 | Пишненківська сільська рада         | c. Пишненки         | c. Пишненки с. Петро-Ганнівка с. Саранчівка с. Тимченки                                                        | 50,389    |                 |                        |                     |
| 17 | Покровська сільська рада            | c. Покровське       | c. Покровське с. Василе-Устимівка с. Галійка с. Морози с. Стрілевщина с. Шкурпели                              | 52,298    |                 |                        |                     |
| 18 | Попівська сільська рада             | c. Попівка          | c. Попівка с. Бухалівка с. Вінтенці с. Деряги с. Заїченці с. Кирякове с. Устименки                             | 60,81     |                 |                        |                     |
| 19 | Проценківська сільська рада         | c. Проценки         | c. Проценки с. Довжик с. Дуб'яги с. Стара Михайлівка с. Ступки                                                 | 64,896    |                 |                        |                     |
| 20 | Ставківська сільська рада           | c. Ставкове         | c. Ставкове с. Арсенівка с. Дамаска с. Михайлівка                                                              | ?         |                 |                        |                     |
| 21 | Тарасівська сільська рада           | c. Тарасівка        | c. Тарасівка с. Бобрівник с. Пірки с. Слинківщина                                                              | 103,491   |                 |                        |                     |
| 22 | Удовиченківська сільська рада       | c. Удовиченки       | c. Удовиченки с. Зайці с. Косяки с. Левченки с. Матяші с. Руденки-Гончарі                                      | 38,443    |                 |                        |                     |
| 23 | Човно-Федорівська сільська рада     | c. Човно-Федорівка  | c. Човно-Федорівка с. Бабанське с. Волошкове с. Заїки с. Клименки с. Кольченки с. Лавринці с. Мисики с. Пругли | 57,665    |                 |                        |                     |
| 24 | Шилівська сільська рада             | c. Шилівка          | c. Шилівка с. Василькове с. Довбнівка с. Княжева Слобода с. Манилівка с. Одрадівка с. Петрівка с. Хрипки       | 56,002    |                 |                        |                     |

* Примітки: м. — місто, смт — селище міського типу, с. — село

## Колишні населені пункти
- Корещина († 1986)
- Ясенове († 1988), до 1972 р. колишнє село Могильне
- Зезекали († 1990)
- Холодівщина († 2000)